# 薩克森的克雷門斯
薩克森的克雷門斯（德語：Clemens von Sachsen，1798年5月1日—1822年1月4日），薩克森國王腓特烈·奧古斯特二世的弟弟、約翰一世的哥哥。
1822年，克雷門斯在義大利的旅途中生病去世，年僅23歲。